# Michał Tyszkiewicz
Michał Zygmunt Antoni Maria Tyszkiewicz-Łohojski (ur. 25 maja 1903 w Zakopanem, zm. 21 marca 1974 w Monachium) – polski hrabia, ziemianin, urzędnik Ministerstwa Spraw Zagranicznych, autor tekstów piosenek.

## Życiorys
Najmłodszy syn Jana Tyszkiewicza z Waki i Elżbiety z Krasińskich (wnuczki Zygmunta Krasińskiego). Studiował prawo na Uniwersytecie Jagiellońskim w Krakowie i na uczelni w Belgii, jednak prawdziwą pasją była scena. Napisał słowa do wielu znanych piosenek, m.in. Uliczka w Barcelonie, Fiakier, Jesienna piosenka, Każda z pań „moderne”, Sonny Boy, Zapomniana piosenka. 
W 1931 ożenił się z Anną Marią Pietruszyńską (Hanką Ordonówną). Ich małżeństwo początkowo zostało uznane przez rodzinę hrabiego za mezalians. Przed wybuchem II wojny światowej Tyszkiewiczowie często bywali w Ornianach – posiadłości Michała Tyszkiewicza położonej niedaleko Wilna. W 1922 posiadał majątki ziemskie o powierzchni 15 420 ha. 
Po wybuchu wojny działał w podziemiu jako przedstawiciel rządu do spraw Polaków litewskich i Wileńszczyzny w Angers. W 1940 otrzymał obywatelstwo litewskie, dzięki czemu udało mu się wydostać żonę z więzienia na Pawiaku, aresztowaną przez Gestapo w 1939. Jako obywatele litewscy przebywali w Wilnie, biorąc udział w polskim życiu kulturalno-towarzyskim.
Po rozpoczęciu sowieckiej okupacji Litwy został aresztowany przez NKWD i osadzony początkowo w więzieniu na Łukiszkach, a potem na Łubiance. Wkrótce też aresztowana została Hanka Ordonówna. Po podpisaniu układu Sikorski-Majski w 1941 Tyszkiewicz z żoną odzyskali wolność i znaleźli się w Armii Andersa. Wspólnie prowadzili ewakuację polskich dzieci z ZSRR, m.in. do Indii. Następnie został sekretarzem poselstwa RP w Teheranie, z ramienia rządu polskiego na uchodźstwie.
Po wojnie zamieszkał w Monachium, gdzie w latach 1952-1972 pracował jako redaktor Rozgłośni Polskiej Radia Wolna Europa. Opiekował się także swoim osieroconym bratankiem – Janem Tyszkiewiczem, synem Władysława, zmarłego w kijowskim więzieniu NKWD w 1940.
Spoczywa w grobie rodzinnym Tyszkiewiczów na cmentarzu Brompton w Londynie.